# John Stillwell

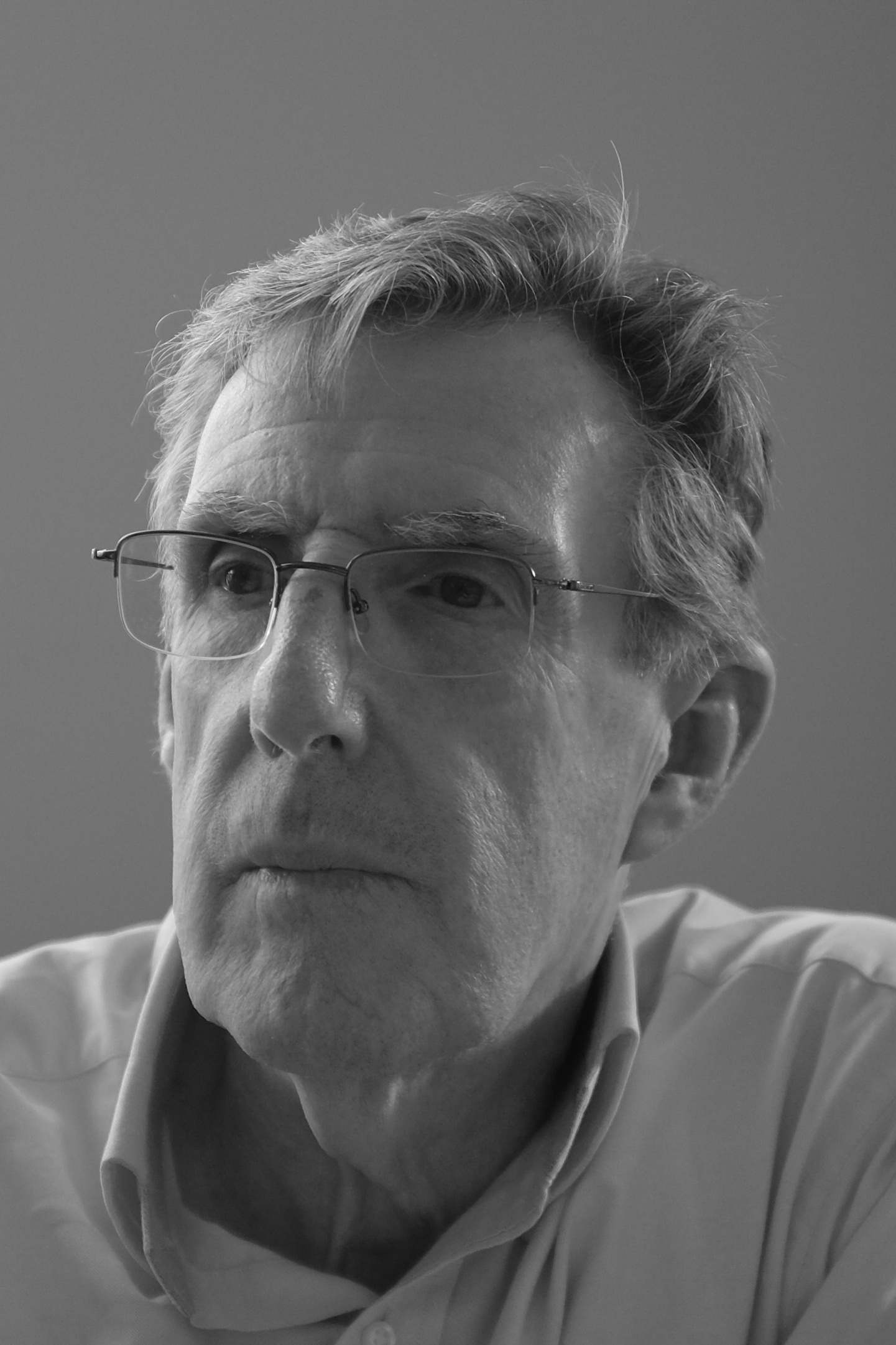
John Stillwell (2013)

John Colin Stillwell (* 12. August 1942 in Melbourne) ist ein australischer Mathematiker.

## Leben
Stillwell studierte an der University of Melbourne (Master-Abschluss 1965) und wurde 1970 am Massachusetts Institute of Technology (MIT) promoviert. Danach lehrte er ab 1970 an der Monash University in Melbourne und ist seit 2002 Professor an der University of San Francisco.
Stillwell ist durch mehrere Lehrbücher und verschiedene Aufsätze hervorgetreten, in denen er die Mathematik nach der historischen Methode über deren Geschichte vermittelt, insbesondere „Mathematics and its history“. 2005 erhielt er den Chauvenet-Preis für „The Story of the 120-Cell“. Er übersetzte auch klassische Werke unter anderem von Richard Dedekind, Henri Poincaré, Peter Gustav Lejeune Dirichlet, Max Dehn.
Außerdem beschäftigt er sich mit kombinatorischer Gruppentheorie und deren geometrischen Anwendungen.
Stillwell war Invited Speaker auf dem Internationalen Mathematikerkongress (ICM) in Zürich 1994 (Number theory as a core mathematical discipline). Er ist Fellow der American Mathematical Society.

## Schriften
- Mathematics and its History, Springer, 1989, 2. Auflage 2002, ISBN 0-387-95336-1
- The Four Pillars of Geometry, Springer Undergraduate Texts in Mathematics, 2005, ISBN 0-387-25530-3
- Classical Topology and combinatorial group theory, Springer Graduate Texts in Mathematics, 2. Auflage 1995, ISBN 0-387-97970-0
- Naive Lie Theory, Springer Undergraduate Texts in Mathematics, 2008, ISBN 978-0-387-78214-0
- Elements of Algebra: Geometry, Numbers, Equations, Springer, 1994, 2001, ISBN 0-387-94290-4
- Geometry of Surfaces, Springer Universitext, 1992, ISBN 3-540-97743-0
- Numbers and Geometry, Springer, 1998, ISBN 0-387-98289-2
- Elements of Number Theory, Springer, 2003, ISBN 0-387-95587-9
- Yearning for the Impossible: the surprising truths of mathematics, A. K. Peters, 2006, ISBN 1-56881-254-X
- mit Abe Shenitzer: Mathematical Evolutions, Mathematical Association of America, 2002, ISBN 0-88385-536-4
- The Story of the 120 cell (PDF-Datei; 280 kB), Notices of the AMS 48, 2001, S. 17–24
- Wahrheit, Beweis, Unendlichkeit. Eine mathematische Reise zu den vielseitigen Auswirkungen der Unendlichkeit, Springer Spektrum 2014
- Reverse Mathematics. Proofs from the Inside Out, Princeton UP 2018